# Ice Box
Ice Box è il secondo singolo di Omarion estratto dall'album 21. La canzonè diventata la maggiore hit di successo dell'artista. È stata prodotta da Timbaland, il quale vi ha anche partecipato.

## Informazioni
Ice box ha debuttato negli USA alla posizione n.12 della Billboard Hot 100, diventando il primo singolo dell'artista a sfiorare la top 10. Nel Regno Unito ha invece raggiunto la 14ª posizione.
Sono stati pubblicati ben sedici remix del singolo. Quello ufficiale è con Usher, sebbene altri vedano la partecipazione di artisti quali Fabolous, Busta Rhymes, Jim Jones e Da Brat.
Secondo la stazione radio KDWB, la canzone somiglierebbe molto alla colonna sonora del videogioco The Legend of Zelda: A Link to the Past. Se le accuse fossero vere, si tratterebbe del secondo caso di plagio da parte del produttore Timbaland.

## Video musicale
Il video è stato girato da Anthony Mandler. La prima parte inizia con Omarion seduto a un tavolo in una stanza in penombra. All'improvviso la telecamera si introduce all interno del suo corpo, si ferma un attimo per riprendere il battito rigido del cuore e risbuca improvvisamente fuori. La ragazza seduta dall'altra parte del tavolo è interpretata dalla sorella di Beyoncé Solange Knowles.
La seconda parte del video è ambientata in una foresta. Omarion inizia a danzare con altri ballerini, mentre la ragazza continua a sparire e a riapparire. Alla fine Timbaland, seduto in una Phantom parcheggiata più avanti, apre la portiera per far entrare Omarion, il quale si accorge che la ragazza è alla guida.

## Posizioni in classifica
| Classifica                      | Posizione massima |
| ------------------------------- | ----------------- |
| Billboard Hot 100               | 12                |
| Billboard Hot 100 Airplay       | 4                 |
| Billboard Hot Digital Songs     | 19                |
| Billboard Hot RingMasters       | 12                |
| Billboard Hot R&B/Hip-Hop Songs | 5                 |
| Billboard Pop 100               | 15                |
| Billboard Rhytmic Top 40        | 3                 |
| Sri Lanka Singles Chart         | 4                 |
| UK Singles Chart                | 14                |
| New Zealand RIANZ Singles Chart | 10                |
| Irish Singles Chart             | 42                |
| Australian ARIA Singles Chart   | 36                |
| Germany Singles Top 100         | 40                |